# Nososticta erythrura
Nososticta erythrura – gatunek ważki z rodziny pióronogowatych (Platycnemididae).